# Malpaís
Malpaís är en ort i Mexiko.   Den ligger i kommunen Landa de Matamoros och delstaten Querétaro Arteaga, i den centrala delen av landet, 200 km norr om huvudstaden Mexico City. Malpaís ligger 1 179 meter över havet och antalet invånare är 156.
Terrängen runt Malpaís är huvudsakligen kuperad, men norrut är den bergig. Runt Malpaís är det ganska glesbefolkat, med 36 invånare per kvadratkilometer. Närmaste större samhälle är Landa de Matamoros, 10,6 km sydväst om Malpaís. I omgivningarna runt Malpaís växer huvudsakligen savannskog.